# Мессьє 36
Мессьє 36 (також відоме як М36 та NGC 1960) є розсіяним скупченням в сузір'ї Візничого.

## Історія відкриття
Скупчення було відкрито Джованні Баттіста Годіерна до 1654 року.

## Цікаві характеристики
M36 знаходиться на відстані 4100 світлових років від Землі і становить 14 світлових років у поперечнику. У скупченні щонайменше 60 зірок. Воно дуже схоже на Плеяди (M45), і якщо б знаходилося на такій же відстані від Землі, то мало б практично ту ж саму зоряну величину.

## Спостереження

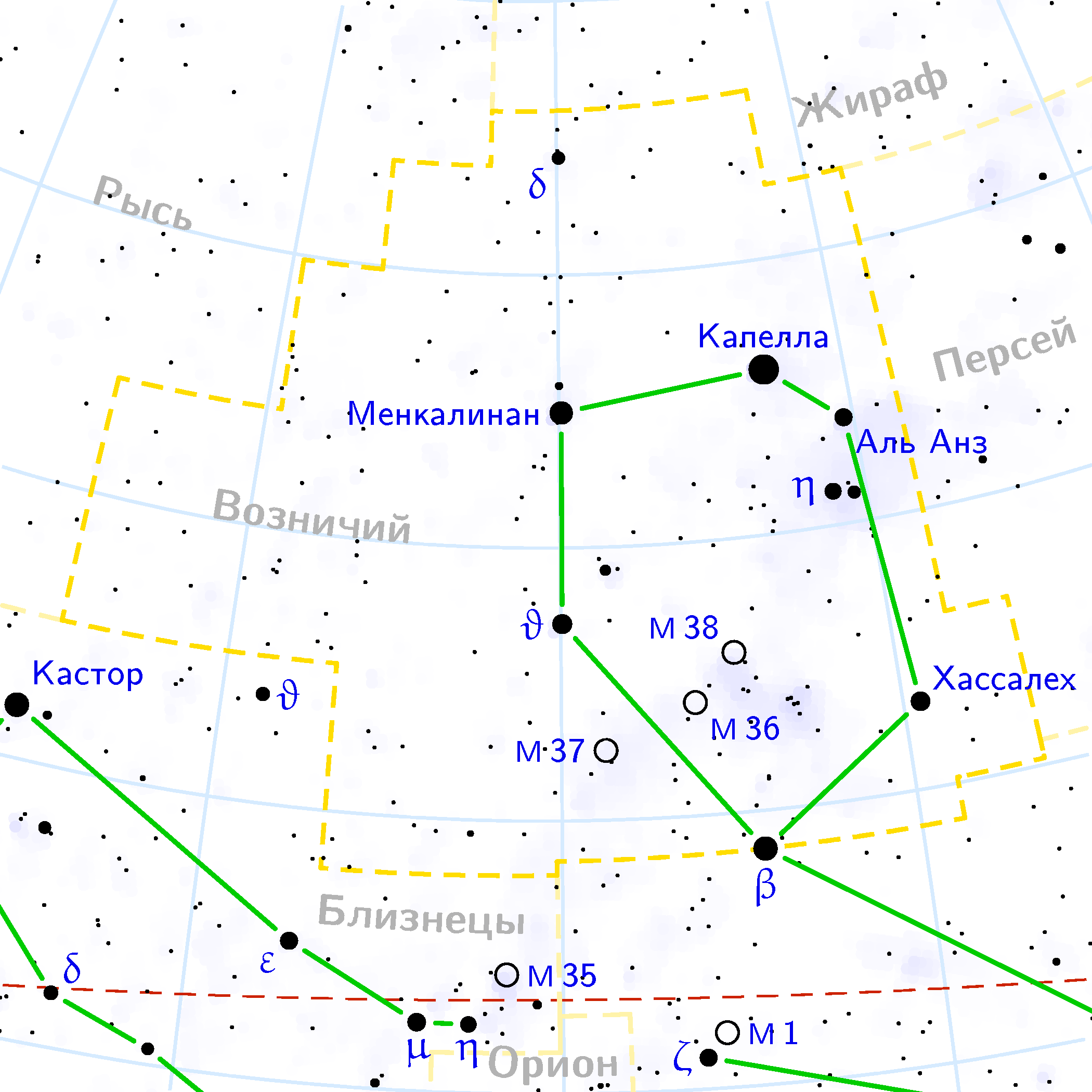
Розсіяне скупчення M36 в сузір'ї Візничого

Це одне з трьох знаменитих розсіяних скупчень Візничого. Воно як і все сузір'я доступно для спостережень з осені до весни. У бінокль його неважко помітити у вигляді туманної плямочки на продовженні лінії β Тельця — χ Візничого. У телескоп помірної (100—127 мм) апертури скупчення розпадається на два десятки голубуватих зірочок зібраних у трикутну фігуру. У центрі скупчення розташована не дуже тісна (9m, 11 ") подвійна STF 737.

### Сусіди по небу з каталогу Мессьє
- М38 — (в двох градусах на північний захід) ще одне скупчення Візничого;
- М37 — (у трьох градусах на південний схід) третє яскраве скупчення Візничого;
- М45 — «Плеяди» (на захід, також в сузір'ї Тельця);
- М1 — (на південь, у сузір'ї Тельця) знаменита «Крабоподібна» туманність;
- М35 — (на південний схід, в сузір'ї Близнюків) яскраве розсіяне скупчення;

### Послідовність спостереження в «Марафоні Мессьє»
… М1 → М38 →М36 → М37 → М35 …

## Навігатори
Координати:  05г 36м 12с, +34° 08′ 04″